# 3530 Hammel
3530 Hammel là một thiên thạch được đặt tên theo tên của Dr. Heidi B. Hammel, một nhà khoa học nghiên cứu chính ở Khoa Khoa học Trái Đất, Khí quyển và Hành tinh thuộc Học viện Công nghệ Massachusetts. Được khám phá năm 1981 ở Trung tâm Khảo sát thiên thạch Schmidt-Caltech tại Anh, thiên thạch có tên khoa học là "1981 EC." Trung tâm tiểu hành tinh thuộc Tổ chức Thiên văn Quốc tế thông báo tên của nó vào năm 1996. Đại học Havard.